# Ringu
Ringu (リング?) es una película de terror y misterio japonesa del año 1998, dirigida por Hideo Nakata. Es la adaptación de la novela homónima escrita por Kōji Suzuki que, a su vez, se basa en el cuento popular japonés Banchō Sarayashiki. Algunas estrellas de la película son Nanako Matsushima, Hiroyuki Sanada y Rikiya Otaka quienes interpretan a los miembros de una familia desestructurada maldecidos al reproducir una cinta de video en el televisor. Con posterioridad tuvo un remake en Estados Unidos bajo el nombre de The Ring (2002) dando origen a una franquicia de películas de notable éxito internacional.
La película es la más rentable entre las películas de terror en Japón, ya que en cifras brutas el costo fue de 15.9 mil millones de yenes, y también es considerada como la más aterradora película de terror en el Japón de acuerdo con la investigación de Oricon. Obtuvo 1 nominación, a mejor actriz en los premios de la Academia Japonesa de Cine, y 6 galardones destacando el Premio a la película más popular de la academia japonesa o el premio a mejor película en el Festival de Sitges.

## Argumento
Dos adolescentes, Masami (Hitomi Satō) y Tomoko (Yūko Takeuchi), están hablando sobre una cinta de vídeo maldita grabada por un niño en Izu; la leyenda dice que si se reproduce, siete días después de verla el espectador muere. Tomoko revela que hace una semana, ella y tres de sus amigos vieron una extraña cinta y recibió una llamada después de verla. Después de algunos momentos inquietantes, Tomoko muere misteriosamente, con Masami presenciando la horrible escena.
Algunos días más tarde Reiko Asakawa (Nanako Matsushima), una reportera de investigación, se entera de la cinta de vídeo maldita y descubre que su sobrina Tomoko y sus otros tres amigos murieron misteriosamente al mismo tiempo, en la misma noche, con el rostro retorcido en un rictus de miedo. Ella también descubre que Masami, la chica que estaba con Tomoko cuando murió, ha enloquecido siendo internada en un hospital psiquiátrico. Después de analizar las fotografías de Tomoko de la semana anterior, Reiko estima que los cuatro jóvenes permanecieron en una cabaña alquilada en Izu. Finalmente se sorprende al descubrir una foto de los adolescentes con sus rostros deformados.
Más tarde Reiko va a Izu y encuentra una cinta sin etiqueta en la sala de recepción del alquiler de cabañas donde se hospedaron los adolescentes, allí reproduce la cinta, presenciando una serie de imágenes inquietantes. Mientras ve la cinta Reiko recibe una llamada telefónica por lo que deduce que la maldición se ha activado y le queda una semana de vida. En el primer día Reiko pide ayuda de su exmarido, Ryuji Takayama (Hiroyuki Sanada), quien fotografía a Reiko y ambos descubren que la mujer tiene la cara deformada en la fotografía como los adolescentes, lo cual confirma que Reiko realmente está maldita. Ante las dudas de Ryuji, Reiko le hace ver una copia de la cinta que ha preparado.
Al analizar la copia de la cinta, la pareja encuentra un mensaje en un dialecto de Ōshima. Antes de partir hacia Ōshima, Reiko descubre a su hijo Yōichi viendo la cinta, lo cual la motiva a encontrar una solución ahora que los tres están malditos. En Ōshima, Reiko y Ryūji aprenden sobre Shizuko Yamamura, quien, antes de su suicidio, ganó notoriedad luego de una demostración pública de su habilidad psíquica organizada por el Dr. Heihachiro Ikuma, con quien tuvo una aventura. Al enfrentarse al hermano de Shizuko, Takashi, que había intentado ganar dinero con las habilidades de Shizuko, la pareja descubre a través que la pequeña hija de Shizuko, Sadako, mató psíquicamente a un periodista que desacreditaba las habilidades de Shizuko. Después de no poder aprender sobre Sadako, Reiko se detiene a pensar que Ryuuji nunca recibió una llamada telefónica después de ver la cinta como lo hizo en la cabaña de Izu. Después de un viaje en barco de regreso al continente proporcionado por Takashi, la pareja se apresura a revisar la cabaña.
Reiko y Ryuuji encuentran un pozo sellado en el espacio de acceso de la cabaña y, a través de otra visión, descubren que el Dr. Ikuma golpeó a Sadako, la empujó al pozo y la atrapó dentro. Concluyen que Sadako siguió viva y que la maldición nació cuando una cinta de vídeo «grabó» el rencor que había proyectado. Al drenar el agua, encuentran los restos de Sadako y, cuando Reiko no muere a pesar de haber pasado su plazo, asumen que la maldición se ha roto.
Al día siguiente, de regreso en su domicilio, Ryuuji encuentra que su televisor se enciende solo, mostrando el pozo al final de la cinta de video. El espíritu vengativo de Sadako sale tambaleándose del pozo y sale del televisor, avanzando hacia él y asustándolo hasta la muerte. Reiko, que había estado intentando llamar a Ryuuji en ese momento, escucha sus últimos momentos por teléfono. Guiada por una aparición, deduce que lo que realmente rompió la maldición fue copiar la cinta y mostrársela a otra persona en un plazo de siete días, permitiendo efectivamente que la maldición se propague. Reiko se da cuenta de que mientras ella hizo esto, Ryuuji no lo hizo. Desesperada por salvar a Yōichi, Reiko conduce hasta la casa de su padre para mostrarle la cinta.

## Reparto
| Actor             | Personaje                  |
| ----------------- | -------------------------- |
| Nanako Matsushima | Reiko Asakawa              |
| Miki Nakatani     | Mai Takano                 |
| Hiroyuki Sanada   | Ryūji Takayama             |
| Rikiya Ōtaka      | Yōichi Asakawa             |
| Yūko Takeuchi     | Tomoko Oishi               |
| Hitomi Satō       | Masami Kurahashi           |
| Yōichi Numata     | Takashi Yamamura           |
| Yutaka Matsushige | Yoshino                    |
| Katsumi Muramatsu | Koichi Asakawa             |
| Masako            | Shizuko Yamamura           |
| Daisuke Ban       | Dr. Heihachiro Ikuma       |
| Kiyoshi Risho     | Omiya, el camarógrafo      |
| Yûrei Yanagi      | Okazaki                    |
| Yôko Ôshima       | Tía de Reiko               |
| Kiriko Shimizu    | Ryomi Oishi                |
| Rie Ino           | Sadako Yamamura            |
| Hiroyuki Tanabe   | Hayatsu                    |
| Miwako Kaji       | Kazue Yamamura             |
| Yoko Kima         | Escolar de Secundaria      |
| Asami Nagata      | Escolar de Secundaria      |
| Keiko Yoshida     | Colegiala Superior         |
| Yoshiko Matsumaru | Colegiala Superior         |
| Yoho Naose        | Colegiala Superior         |
| Maki Ikeda        | Yoko Tsuji                 |
| Takashi Takayama  | Takehiko Nomi              |
| Toshiliko Takeda  | Yamamura (Adolescente)     |
| Chihiro Shirai    | Sadako (Niña Pequeña)      |
| Mantarô Koichi    | Moderador del Ayuntamiento |
| Shinkichi Noda    | Representante de Prensa    |
| Kazufumi Nakai    | Representante de Prensa    |
| Kazu Nagahama     | Doctor                     |

## Doblaje
| Personaje        | Actor/Actriz original | Actor/Actriz de doblaje | Actor/Actriz de doblaje |
| ---------------- | --------------------- | ----------------------- | ----------------------- |
| Reiko Asakawa    | Nanako Matsushima     | Contanza Faraggi        | Marta Tamarit           |
| Ryūji Takayama   | Hiroyuki Sanada       | Alejandro Bono          | Javier Viñas            |
| Yōichi Asakawa   | Rikiya Ōtaka          | Mariela Álvarez         | ???                     |
| Masami Kurahashi | Hitomi Satō           | ???                     | Nuria Trifol            |
| Tomoko Oishi     | Yūko Takeuchi         | ???                     | Mara Ullod              |
| Mai Takano       | Miki Nakatani         | Sol Nieto               | ???                     |
| Sadako Yamamura  | Rie Inō               | N/A                     | N/A                     |
| Takashi Yamamura | Yōichi Numata         | Ariel Abadi             | Alberto Trifol          |
| Yoshino          | Yutaka Matsushige     | Gonzalo Fumero          | ???                     |
| Kōichi Asakawa   | Katsumi Muramatsu     | ???                     | Antonio Crespo          |
| Sr. Hayatsu      | Hiroyuki Watanabe     | ???                     | Mario Arpal             |
| Okazaki          | Yūrei Yanagi          | Gonzalo Fumero          | Eduard Itchart          |
| Insertos         | N/A                   | Alejandro Bono          | ???                     |

## Producción
Tras el éxito inicial de la novela Ringu, escrita por Kôji Suzuki, la empresa productora Kadokawa Shōten decidió hacer una adaptación cinematográfica de la novela. El guionista de la película, Hiroshi Takahashi, y el director, Hideo Nakata, colaboraron para trabajar en el guion después de leer la novela y ver una adaptación previa para televisión, Ringu: Kanzen-ban (1995), producida por Fuji Television Network con la dirección de Chisui Takigawa. Sin embargo, la versión televisiva fue reeditada y lanzada en VHS con un nuevo título, Ringu: Kanzen-ban (Ring: The Complete Edition). Nakata y Takahashi no indicaron cual fue la versión del telefilme que vieron. Para el guion de la película Takahashi y Nakata realizaron algunos cambios sustanciales respecto a la trama original: modificaron el género del protagonista (de hombre a mujer), el nombre (de Kazuyuki Asakawa a Reiko Asakawa), estado civil (de casado a divorciada) y el sexo del niño y su nombre (de hija, Yoko, a hijo Yoichi).
Con un presupuesto de 1,2 millones de dólares, la producción completa tomó nueve meses y cinco semanas. Según el director Nakata en el proceso de guion y preproducción se invirtieron de tres a cuatro meses, el rodaje ocupó cinco semanas y la posproducción cuatro meses.
Los efectos especiales en la cinta de video maldita y algunas otras secuencias fueron filmadas en una película de 35 mm a la que posteriormente en el laboratorio un equipo añadió un efecto de grano. Una parte de la película en la que se utilizaron mayores efectos visuales es en la que el fantasma de Sadako Yamamura sale de la televisión. En primer lugar, filmaron a la actriz de teatro Kabuki, Rie Inō, caminando hacia atrás con movimientos espasmódicos y exagerados. A continuación reprodujeron la cinta a la inversa para representar el caminar de aspecto antinatural de Sadako. El primer plano del ojo de Sadako, que aparece hacia el final de la película y en la portada de la edición británica del DVD, fue realizado a partir de un hombre miembro del equipo en lugar del de la propia Inō.

## Recepción
Tras ser estrenada en Japón Ringu se convirtió en la película con las cifras brutas más altas para una película en el país. 
Entre la crítica profesional y en los portales de información cinematográfica la cinta obtiene una mayoría de comentarios positivos. En IMDb, con 70.300 valoraciones, obtiene una puntuación media de 7,2 sobre 10. En FilmAffinity, además de figurar en los listados "Ranking de terror sobrenatural" (27.ª posición) y "Mejores películas de terror" (115.ª posición), tiene una valoración media de 6,7 sobre 10 computados 46.715 votos. En el agregador de críticas Rotten Tomatoes alcanza la calificación de "fresco" en el 96% de las 23 críticas profesionales (cuyo consenso destaca "Ringu combina elementos sobrenaturales con ansiedades sobre la tecnología moderna de una manera verdaderamente aterradora y desconcertante") y en el 81% de las más de 25.000 valoraciones de sus usuarios.
FilmAffinity destaca en su reporte que se trata de un "Filme de culto en Japón -posteriormente incluso se realizó una secuela y una precuela en el país asiático-, en el año 2002 Hollywood realizó un remake (The Ring) que obtuvo también un enorme éxito tanto en Estados Unidos como en Europa". Miguel Ángel Palomo en el periódico El País destacó que "el estallido que el cine oriental de terror ha vivido en los últimos años debe mucho a Hideo Nakata y aún más a esta obra, una de las más inquietantes de los últimos años. Un absorbente drama terrorífico(...) Sin apenas estridencias, bajo las gélidas imágenes de "The Ring" late el más profundo y vertiginoso horror". La revista Fotogramas le otorgó 2 de 5 estrellas mostrando un paralelismo con la película Videodrome "más modesta que la de David Cronenberg, The Ring propone una fábula tecnológica cuya moraleja se aproxima a la de Videodrome: que nuestras bien amadas cintas de vídeo, que tanto enriquecen nuestro espíritu y nuestro saber, son, en el fondo, malignas fuentes de enfermedad fulminantemente terminal".
Los críticos elogiaron la película por crear una atmósfera escalofriante. Michael Thomson de BBC Películas calificó con 4 de las 5 estrellas, diciendo: "su historia se construye alrededor de una idea maravillosamente simple, que para los que la ven es muy desconcertante, video granulado (y recibir una llamada telefónica inmediatamente después), va a morir exactamente una semana más tarde, siempre con un dobla severamente, se asustó de salida expresión de sus rostros". Christopher Null de filmcritic.com dijo, "Ring es muy atmosférica y espeluznante a menudo, especialmente en su última media hora, pero es difícil relajarse lo suficiente como para mantenerse al día por la noche". Peter Bradshaw para The Guardian le otorgó 4 estrellas de 5 indicando "la original y la mejor: una película genuínamente aterradora.(...) Tiene momentos indescriptiblemente perturbadores que me asustaron mucho". Peter Travers en Rolling Stone le concedió 4 estrellas de 4 destacando "no es tanto el gore lo que interesa a Nakata mientras la reportera investiga, sino la amenaza sutil que hace que pases la noche en vela y con sudores fríos". Daniel Fierman para Entertainment Weekly alabó el ritmo "tiene un recurso narrativo inteligente.(...) Ahora, si no os importa, voy a estar en la esquina de mi oficina en posición fetal, balanceándome lentamente".

## Estrenos

### Oficiales
| País          | Fecha                                       |
| ------------- | ------------------------------------------- |
| Japón         | 31 de enero de 1998                         |
| Hong Kong     | 29 de abril de 1999                         |
| Singapur      | 12 de agosto de 1999                        |
| Corea del Sur | 11 de diciembre de 1999                     |
| Reino Unido   | 18 de agosto de 2000                        |
| España        | 24 de noviembre de 2000                     |
| Francia       | 11 de abril de 2001                         |
| Australia     | 13 de septiembre de 2001                    |
| Dinamarca     | 28 de septiembre de 2001                    |
| Polonia       | 15 de noviembre de 2002                     |
| Argentina     | 22 de enero de 2004                         |
| México        | 6 de mayo de 2005 (Estreno directo en DVD). |

### Festivales y Otros
| País      | Fecha                    | Festival/Evento/Otros                         |
| --------- | ------------------------ | --------------------------------------------- |
| España    | 12 de octubre de 1999    | Festival de Cine de Sitges                    |
| Finlandia | 27 de septiembre de 2000 | Festival de Cine Internacional de Helsinki    |
| Noruega   | 19 de noviembre de 2000  | Festival de Cine Internacional de Oslo        |
| Suecia    | 28 de abril de 2001      | Festival de Cine de Terror de Upsala          |
| Israel    | 22 de agosto de 2002     | Estreno en televisión                         |
| Argentina | 19 de septiembre de 2002 | De Kurosawa a Kitano: 50 Años de Cine Japonés |
| Polonia   | 10 de octubre de 2002    | Festival de Cine de Varsovia                  |
| Filipinas | 4 de diciembre de 2002   | Manila                                        |
| Alemania  | 15 de mayo de 2003       | Estreno en DVD                                |
| Italia    | 21 de mayo de 2003       | Estreno en vídeo                              |
| Dinamarca | 6 de julio de 2003       | J-Horror Cavalcade                            |
| Filipinas | 20 de agosto de 2003     | Festival CineManila                           |
| Suecia    | 18 de abril de 2004      | Estreno en televisión                         |
| Hungría   | 23 de marzo de 2005      | Estreno en vídeo                              |

## Secuelas y adaptaciones

### Primera adaptación
- Ring: Kanzenban (1995). La primera adaptación de la saga del Aro y la más fiel a la novela de Suzuki.

### Secuelas realizadas en Japón
- Rasen (1998). También conocida como Espiral o Ringu: Espiral.
- Ringu 2 (1999). No se basa en las obras de Suzuki.
- Sadako 3D (2012).
- Sadako 3D 2 (2014).
- Sadako vs. Kayako (2016). También conocida como The Grudge vs. The Ring.
- Sadako (2019). También conocida como El Aro: Capítulo Final.
- Sadako DX (2022). También conocida como El Aro 4: El Despertar. No está basado en ninguna novela de Suzuki.

### Precuela en Japón
- Ringu 0: Bâsudei (2000). También conocida como The Ring 0: Birthday.

### Versión en Corea del Sur
- The Ring Virus (1999).

### Versiones en Estados Unidos
- The Ring (2002).
- Rings (2005). Cortometraje.
- The Ring Two (2005).
- Rings (2017). También conocida como El Aro 3.

### Versiones en China
- Bunshinsaba vs Sadako (2016).
- Bunshinsaba vs Sadako 2 (2017). También conocida como Bunshinsaba vs Sadako: El retorno del mal.
- The Perilous Internet Ring (2020). También conocida como El Aro: Resurrección.

El éxito internacional del Cine Japonés puso en marcha un renacimiento del cine de horror en Japón que dieron lugar a otras películas:
- Kairo (2000), de Kiyoshi Kurosawa.
- Ju-on 1 (2003), de Takashi Shimizu, de la cual surgió la serie de películas Ju-on.
- Dark Water (2002), de Hideo Nakata, conocida como Agua Turbia o En las profundidades del agua oscura.
- Uzumaki (2000), de Andrey Higuchinsky.

La mayoría de las historias de Ringu aparecieron como novelas manga.

## Premios

### Premios de la Academia Japonesa
| Año  | Resultado        | Premio                                               | Categoría/Destinatario(s)                            |
| ---- | ---------------- | ---------------------------------------------------- | ---------------------------------------------------- |
| 1999 | Ganador Nominada | Premio de Popularidad Premio de la Academia Japonesa | Película Más Popular Mejor Actriz: Nanako Matsushima |

### Festival de Fantasía de Bruselas
| Año  | Resultado | Premio        | Categoría/Destinatario(s) |
| ---- | --------- | ------------- | ------------------------- |
| 1999 | Ganador   | Cuervo de Oro | Hideo Nakata              |

### Festival de Cine Fant-Asia
| Año  | Resultado | Premio                  | Categoría/Destinatario(s) |
| ---- | --------- | ----------------------- | ------------------------- |
| 1999 | Ganador   | Mejor Película Asiática | Hideo Nakata              |

### Festival NatFilm
| Año  | Resultado | Premio                 | Categoría/Destinatario(s) |
| ---- | --------- | ---------------------- | ------------------------- |
| 2001 | Ganador   | Premio de la Audiencia | Hideo Nakata              |

### Festival de Cine de Cataluña - Sitges
| Año  | Resultado | Premio                                  | Categoría/Destinatario(s)     |
| ---- | --------- | --------------------------------------- | ----------------------------- |
| 1999 | Ganador   | Mejor Película Mejores Efectos Visuales | Hideo Nakata Hajime Matsumoto |